# Libanon i olympiska sommarspelen 1968
Libanon deltog i de olympiska sommarspelen 1968 med en trupp bestående av 11 deltagare. Ingen av landets deltagare erövrade någon medalj.